# Syrinx (organ)
För andra betydelser, se Syrinx.

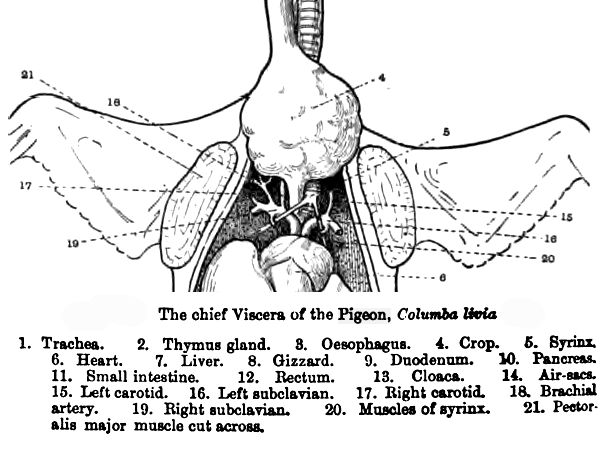
Syrinx (nummer 5) i en fågels kropp.

Syrinx (grekiska for panflöjt) är en del av fåglarnas röstorgan. Organet, som sitter i fågelns nedre luftstrupe beläget där luftstrupen delar sig, producerar ljud utan däggdjurens stämläppar. Ljud skapas genom vibrationer från några eller alla syrinxens väggar genom att luft strömmar genom organet, vilket skapar ett pendlande system som skapar ljudet. Musklerna ändrar ljudet genom att ändra spänningen i luftstrupens öppningar och membran.